# Atletismo nos Jogos Pan-Americanos de 1983 - Revezamento 4x400 m masculino
A prova do revezamento 4x400 m masculino nos Jogos Pan-Americanos de 1983 foi realizada em Caracas, Venezuela.

## Medalhistas
| Ouro                                                                  | Prata                                                                          | Bronze                                                            |
| USA Estados Unidos Alonzo Babers Mike Bradley James Rolle Eddie Carey | BRA Brasil Evaldo da Silva José Luiz Barbosa Agberto Guimarães Gerson de Souza | CUB Cuba Lázaro Martínez Agustín Pavó Carlos Reyte Héctor Herrera |

### Final
| Posição           | Nação                 | Nomes                                                                  | Tempo   | Notas |
| ----------------- | --------------------- | ---------------------------------------------------------------------- | ------- | ----- |
| Medalha de ouro   | USA Estados Unidos    | Alonzo Babers, Mike Bradley, James Rolle, Eddie Carey                  | 3:00.27 |       |
| Medalha de prata  | BRA Brasil            | Evaldo da Silva, José Luiz Barbosa, Agberto Guimarães, Gerson de Souza | 3:02.79 |       |
| Medalha de bronze | CUB Cuba              | Lázaro Martínez, Agustín Pavó, Carlos Reyte, Héctor Herrera            | 3:03.15 |       |
| 4                 | TRI Trinidad e Tobago |                                                                        | 3:05.91 |       |
| 5                 | VEN Venezuela         |                                                                        | 3:06.50 |       |
| 6                 | CAN Canadá            |                                                                        | 3:07.17 |       |
| 7                 | ANT Antígua e Barbuda |                                                                        | 3:15.36 |       |